# Östra Brännåstjärnen
Östra Brännåstjärnen är en sjö i Hudiksvalls kommun i Hälsingland och ingår i Harmångersåns huvudavrinningsområde. Sjön har en area på 0,0617 kvadratkilometer och ligger 170 meter över havet. Sjön avvattnas av vattendraget Ysjöbäcken.

## Delavrinningsområde
Östra Brännåstjärnen ingår i det delavrinningsområde (687186-155421) som SMHI kallar för Utloppet av Ysjön. Medelhöjden är 194 meter över havet och ytan är 16,36 kvadratkilometer. Det finns inga avrinningsområden uppströms utan avrinningsområdet är högsta punkten. Ysjöbäcken som avvattnar avrinningsområdet har biflödesordning 3, vilket innebär att vattnet flödar genom totalt 3 vattendrag innan det når havet efter 40 kilometer. Avrinningsområdet består mestadels av skog (85 procent). Avrinningsområdet har 1,25 kvadratkilometer vattenytor vilket ger det en sjöprocent på 7,7 procent.